# جئو ئن لای
جُئُو ئِن لای (چینی: 周恩来; پین‌یین: Zhōu Ēnlái; وید جایلز: Chou1 Ên1-lai2؛ ۵ مارس ۱۸۹۸ – ۸ ژانویه ۱۹۷۶) سیاستمدار، دیپلمات و انقلابی چینی بود که از سپتامبر ۱۹۵۴ تا زمان مرگش در ژانویهٔ ۱۹۷۶ به‌عنوان نخستین نخست‌وزیر جمهوری خلق چین خدمت کرد. جئو زیر نظر مائو تسه‌تونگ فعالیت می‌کرد و در به قدرت رساندن حزب کمونیست چین، تثبیت کنترل آن، شکل‌دهی به سیاست خارجی و توسعهٔ اقتصاد چین نقش مهمی داشت. او از سال ۱۹۴۹ تا ۱۹۵۸ وزیر امور خارجه چین بود و پس از جنگ کره، با حمایت از سیاست همزیستی مسالمت‌آمیز با غرب، در کنفرانس ۱۹۵۴ ژنو و کنفرانس باندونگ (۱۹۵۵) شرکت کرد و در تدارک سفر ریچارد نیکسون به چین در سال ۱۹۷۲ نقش اساسی داشت. جئو در تدوین سیاست‌های چین در قبال ایالات متحده، تایوان، اتحاد جماهیر شوروی (پس از ۱۹۶۰)، هند، کره و ویتنام نیز مشارکت داشت.
جئو در جریان انقلاب فرهنگی از پاکسازی سیاسی که بسیاری از مقامات عالی‌رتبه را کنار زد، جان سالم به در برد. در حالی که مائو در سال‌های پایانی عمرش بیشتر بر مبارزات سیاسی و کارهای ایدئولوژیک تمرکز داشت، جئو یکی از نیروهای اصلی ادارهٔ امور کشور در بخش عمده‌ای از این دوره بود. تلاش او برای کاهش خسارت‌های گاردهای سرخ و محافظت از دیگران در برابر خشونت آنان، محبوبیت گسترده‌ای برایش در مراحل پایانی انقلاب فرهنگی به همراه آورد.
در سال ۱۹۷۱، با آغاز وخامت حال مائو و سقوط لین بیائو (که در پی آن در سانحهٔ سقوط هواپیما کشته شد)، جئو در سال ۱۹۷۳ از سوی کمیتهٔ مرکزی دهم به سمت معاون اول رئیس حزب کمونیست برگزیده شد و به‌عنوان جانشین مائو معرفی گردید (سومین فرد پس از لیو شائوچی و «لین بیائو» که این عنوان را دریافت می‌کرد). با این حال، او همچنان در نبرد قدرت با دسته چهار نفره بر سر رهبری چین درگیر بود. آخرین حضور عمومی مهم جئو در ۱۳ ژانویهٔ ۱۹۷۵، در نخستین نشست چهارمین کنگرهٔ ملی خلق بود که در آن گزارش کار دولت را ارائه داد. او پس از آن برای درمان بیماری از انظار عمومی دور شد و یک سال بعد درگذشت.
مرگ جئو باعث بروز موج عظیم اندوه عمومی در پکن شد که به خشم علیه دسته چهار نفره انجامید و سرانجام به حادثه تیان‌آن‌من در ۱۹۷۶ منجر گردید. گرچه هوآ گوئوفنگ» به‌عنوان معاون اول و جانشین مائو جای جئو را گرفت، اما متحد او دنگ شیائوپینگ توانست دسته چهار نفره را از صحنهٔ سیاسی کنار بزند و تا سال ۱۹۷۸ جایگاه رهبر عالی‌مقام چین را به دست آورد.

## زندگی
جئو در یک خانواده اشرافی به دنیا آمد و برای تحصیلات دانشگاهی به اروپا رفت. پس از بازگشت به چین ضمن عضویت در حزب کمونیست چین به عنوان افسر سیاسی در آکادمی نظامی ارتش چین مشغول به کار شد.
در سال ۱۹۱۷ به مدت یک سال در دانشگاه‌های ژاپن تحصیل کرد، ۱۹۱۹ به چین بازگشت و در دانشگاه نانکای ثبت نام کرد ولی سال بعد (۱۹۲۰) به همراه ۱۵۰۰ دانشجوی دیگر چینی به فرانسه رفت. جئو از خانواده خود پول کافی دریافت می‌کرد و به انگلستان، بلژیک و آلمان سفر کرد. در آلمان در برلین و گوتینگن مقیم بود. وقتی جئو به چین بازگشت به خاطر افکار رادیکال دستگیر شد. در سال ۱۹۲۰ آزاد شد، پس از آن در فرانسه، انگلستان و آلمان تحصیل کرد. در سال ۱۹۲۱ به عضویت حزب کمونیست چین درآمد و ۱۹۲۴ به چین بازگشت، جئو در آن زمان در جبهه متحد بین کمونیست‌ها و کومینتانگ نقش مهمی بازی می‌کرد و در رهبری هر دو حزب نقش مهمی داشت. ۱۹۲۵ با یکی از رهبران جنبش دانشجویی چین به نام دنگ ییانگ چائو ازدواج کرد، که بعدها یکی از مهم‌ترین رهبران حزب شد. جئو پس از ممنوعیت حزب کمونیست چین در سال ۱۹۲۷ به کار مخفی در حزب ادامه داد و مسوولیت سازمان افسران حزب کمونیست چین را به عهده داشت.
این زوج صاحب بچه نشدند، ولی بچه‌های زیادی از شهیدان حزب را به فرزندی قبول کردند، یکی از این بچه‌ها لی پنگ نخست‌وزیر بعدی چین بود.

## نخست‌وزیری
با تأسیس دولت جمهوری خلق چین (۱۹۴۹)، جئو ئن لای نقش نخست‌وزیر و وزیر امور خارجه را قبول کرد. در ژوئن ۱۹۵۳، او پنج اظهارنامه برای صلح را درست کرد. جئو هیئت نمایندگان جمهوری خلق چین به کنفرانس ژنو (۱۹۵۴) و به کنفرانس باندونگ (۱۹۵۵) را سرپرستی کرد. جئو سر راه به باندونگ از یک کوشش قتل (بمب ساعتی در هواپیما) به وسیلهٔ حزب ملی چین و دولت چیانگ کای‌شک جان به در برد. جئو هواپیماها را تغییر داد، اما بقیهٔ خدمه‌اش که ۱۶ نفر بودند، مردند.

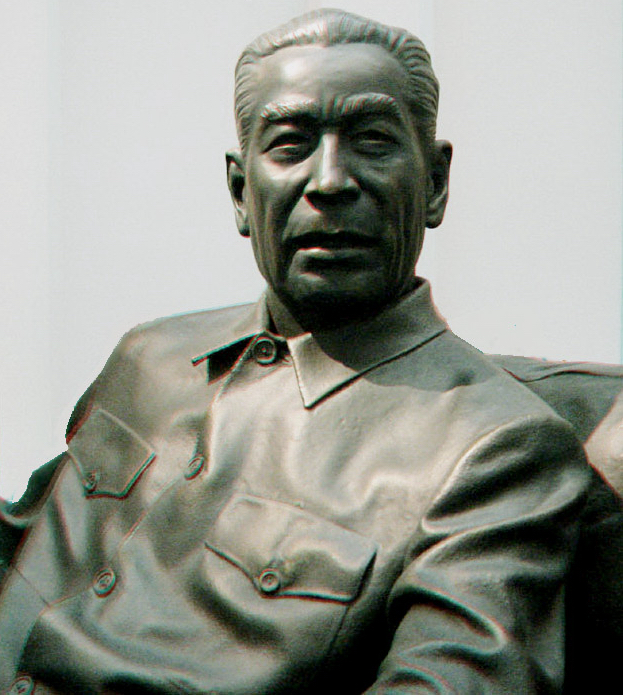
تندیس چو ان-لای

جئو یک نیروی میانه‌رو بود و یک صدای بانفوذ جدید برای دولت‌های جنبش غیرمتعهدها در جنگ سرد؛ دیپلماسی او پیوندهای ناحیه‌ای را با هندوستان، برمه و خیلی از کشورهای آسیایی جنوب شرقی، و دولت‌های آفریقایی قوی کرد. در ۱۹۵۸، پست وزیر امور خارجه به چن ئی محول شد. اما جئو تا مرگش در ۱۹۷۶ نخست‌وزیر باقی‌ماند.
کانون اصلی توجه جئو پس از وضعیت ضعیف دهه‌ها جنگ، پس از نخست‌وزیر شدن وی اقتصاد چین بود. او تولید زیاد شده کشاورزی را حتی با توزیع مجدد زمین هدف قرار داد. پیشرفت صنعتی همیشه در فهرست کارهایش بود. او اصلاحات زیست‌محیطی را اول بار در چین آغاز کرد. در ۱۹۵۸، مائو تسه تونگ جهش بزرگ به جلو را با اهداف غیر واقع‌بینانه افزایش دادن تولید صنعت شروع کرد.
وی نقش مهمی در خروج چین از انزوای پس از ۱۹۴۹ و بازیابی صندلی اشغال شده این کشور توسط تایوان در سازمان ملل متحد و همچنین افزایش پرستیژ سیاسی این کشور ایفا کرد.
به عنوان یک مدیر محبوب مردم و واقع‌بین، جئو موضع خود را حفظ کرد. انقلاب فرهنگی چین (۱۹۷۶–۱۹۶۶) یک ضربه بزرگ به جئو بود. در مراحل دیرتر انقلاب فرهنگی چین در ۱۹۷۵، او را تحت فشار گذاشت. جئو برای خنثی کردن فشار انقلاب فرهنگی چین بر «چهار نوسازی» بسیار تلاش کرد که زیان ایجادشده توسط فعالیت‌های انقلاب فرهنگی چین را خنثی کند.
پس از کشف این که جئو ئن لای سرطان داشت، جئو خیلی از مسئولیت‌هایش را به دنگ شیائوپینگ که معاون اول وی بود، واگذار کرد. در طول مراحل دیرتر انقلاب فرهنگی چین، جئو هدف جدید مائو و رئیس گروه چهارنفره (جیانگ چینگ) بود.

## مرگ

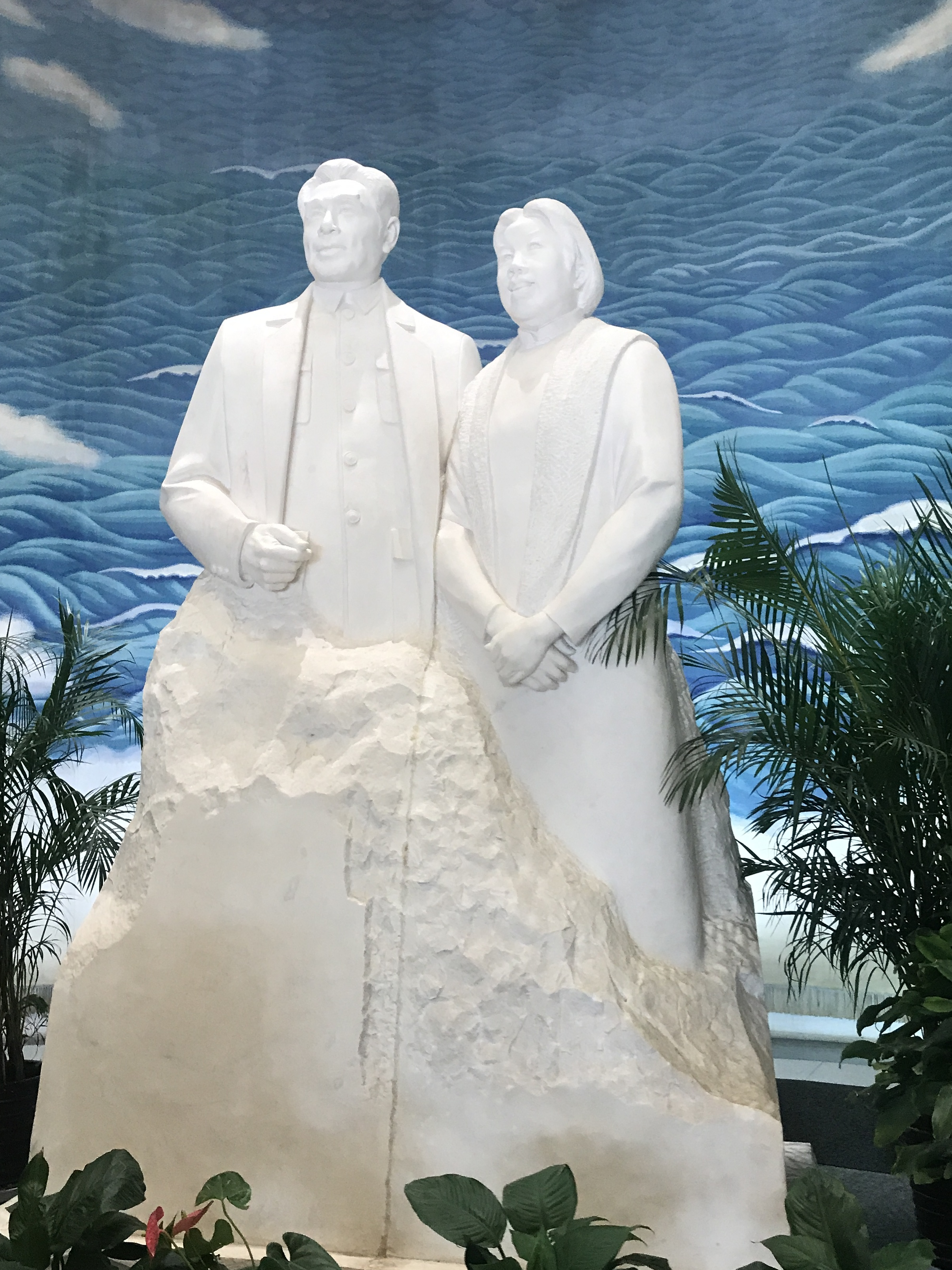
مجسمه جئو ئن لای

او سرانجام در بامداد هشتم ژانویه ۱۹۷۶ پس از یک سال مبارزه با بیماری درگذشت. مائو در تشییع جنازه او حاضر نشد و به فرستادن دسته گلی بسنده کرد. همچنین پلیتبرو مرکزی حزب کمونیست دستور داد هیچ هیئت خارجی برای شرکت در تشییع جنازه او به پکن سفر نکند. تشییع او در نهایت سادگی و با حضور تنها ۳۰۰۰ نفر مقام دولتی برگزار شد. مردم از این بی‌احترامی به جئو خشمگین بودند. شایعه شده بود جئو نمی‌خواست که جسدش سوزانده شود و حزب کمونیست دستور این کار را داده است. جسد او را در گورستان بابائوشان سوزاندند و خاکستر او را به هواپیما بردند و در سراسر خاک چین به نشانه مبارزه او در راه چین پخش کردند.
در ۵ آوریل همان سال احساسات مردم فوران کرد و به علت هتک حرمت به جئو مردم در پکن شورش کردند.